# نخر فصيصي مركزي
نخر فصيصي مركزي أو نخر مركزي فصيصي (بالإنجليزية: Centrilobular necrosis)‏ هو نخر في النسيج الفصيصي المركزي لفصيص الكبد. تُعتبر منطقة الفصيصية المركزية الأكثر عرضةً للسموم الأيضية مثل السموم التي تنتج في التهاب الكبد الكحولي. في فرط جرعة الباراسيتامول، يَنضُب الجلوتاثيون مما يؤدي إلى ارتباط أسيتيل البنزوكينون الإيميني (NAPQI) مع خلايا الكبد مؤديًا إلى حدوث النخر الفصيصي المركزي.